# Streptocephalus dregi
Streptocephalus dregi är en kräftdjursart som beskrevs av Georg Ossian Sars 1899. Streptocephalus dregi ingår i släktet Streptocephalus och familjen Streptocephalidae. Inga underarter finns listade i Catalogue of Life.